# Антоловець
Антоловець (хорв. Antolovec) — населений пункт у Хорватії, у Копривницько-Крижевецькій жупанії у складі громади Леград.

## Населення
Населення за даними перепису 2011 року становило 75 осіб.
Динаміка чисельності населення поселення: